# Olesea Jurakivska
Olesea Jurakivska (în ucraineană Олеся Вікторівна Жураківська, n. 13 august 1973, Kiev, RSS Ucraineană, URSS) este o actriță ucraineană, Artist Emerit al Ucrainei⁠(d).